# Hudson Gurney
Pour les articles homonymes, voir Gurney.
Hudson Gurney (19 janvier 1775 - 9 novembre 1864) est un antiquaire et auteur de vers anglais, également connu comme homme politique, issu d'une famille avec d'autres Gurney célèbres.

## Biographie

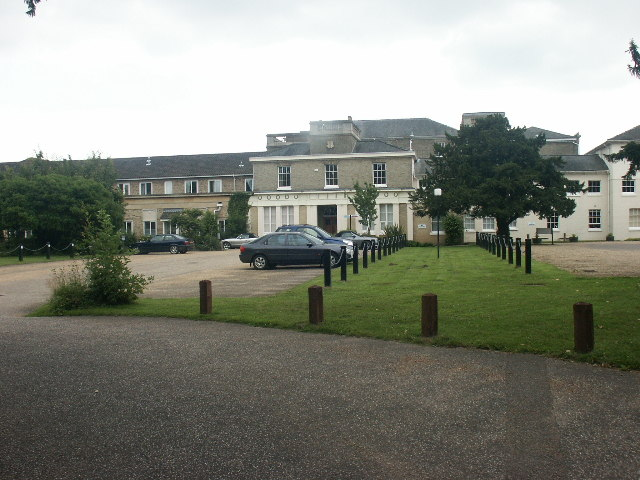
Keswick Hall, résidence de Hudson Gurney et de nombreux autres membres de sa famille.

Il est né à Norwich le 19 janvier 1775, fils aîné de Richard Gurney de Keswick Hall, Norfolk, et de sa première épouse, Agatha, fille de David Barclay de Youngsbury (en), Hertfordshire; Anna Gurney (en) est sa sœur. Il est élevé par son grand-père Barclay, par Thomas Young et par John Hodgkin. Il héritr d'une fortune de son père en 1811. Au début de sa vie, il voyage sur le continent avec son ami George Hamilton-Gordon, 4e comte d'Aberdeen. 
Il est brièvement député de Shaftesbury de 1812 à 1813, l'élection étant annulée sur pétition. En mars 1816, il est élu député de Newtown, île de Wight, siégeant dans cinq parlements successifs jusqu'en 1832. Il siège à de nombreux comités. 
Il est nommé haut-shérif de Norfolk pour 1835-1836. Il est élu membre de la Société des antiquaires de Londres le 12 mars 1818 et est vice-président de 1822 à 1846. Il contribue à la publication d'ouvrages sur les anglo-saxons. Il est également membre de la Royal Society (élu le 15 janvier 1818), membre de la British Archaeological Association depuis 1843, vice-président de la Norfolk and Norwich Archæological Society et administrateur du Norwich Museum and Literary Institute. 
Il vit à Keswick Hall et à St James's Square, Londres, où il a une importante vie sociale, jusqu'aux vingt dernières années de sa vie, quand il souffrait de mauvaise santé. Il meurt à Keswick Hall le 9 novembre 1864 et est enterré dans le cimetière Intwood, près de Norwich. John Henry Gurney hérite de l'essentiel de sa fortune. 
Il épouse en 1809 Margaret (décédée en 1855), fille de Robert Barclay, député, d'Ury, Kincardineshire. Ils n'ont pas d'enfants. Le portrait de Gurney (vers 20 ans) est peint par Opie et aussi, vers 1840, par Briggs.

## Travaux
Sa première publication était une Histoire et chronologie anglaise imprimée en privé dans Rhyme. En 1799, il publia Cupidon et Psyché, une imitation en vers de l'âne d'or d'Apulée (également en 1800, 1801, et dans la bibliothèque classique de Bohn, Apulée ). Il a également publié Heads of Ancient History (1814) ; Mémoire de Thomas Young, MD (1831) Lettre à Dawson Turner sur Norwich et le Venta Icenorum (Norwich, 1847) ; et "Orlando Furioso" (1843), une traduction en vers, écrite en 1808, de parties du poème. Il a également écrit pour l' Archæologia, principalement sur les antiquités anglaises, dans ses volumes XVIII (sur la tapisserie de Bayeux), XX – XXII, XXIV, XXV et XXXe. Il a acheté à la veuve de Samuel Woodward tous ses manuscrits, dessins et livres sur la topographie de Norfolk, et imprimé pour Mme Woodward le manuel du topographe de Norfolk et l'histoire du château de Norwich. 
Il possède une bibliothèque de dix à quinze mille volumes, et se vantait de les avoir tous lus. Il laisse des journaux intimes qui ne devaient pas être publiés avant cinquante ans. 
Entre 1822 et 1830, il a présenté au British Museum : les collections de manuscrits d'Henry Jermyn pour l'histoire du Suffolk ; le sceau d'Ethelwald, évêque de Dunwich ; et les trottoirs romains de Carthage.